# 李維哲
李維哲（1991年5月8日—）是前臺灣男子籃球運動員，場上主打後衛位置。

## 生平
李維哲從明正國中畢業後曾打算升學至新榮高中，但因為球風考量而就讀屏東高中，大學進入中國文化大學，與在新化國中當過兩年的隊友施晉堯相聚，2013年8月在超級籃球聯賽新人選秀會上落選，後以自由球員身分加入臺灣銀行再與施晉堯當隊友。
李維哲第13季SBL場均表現為9.7分、3.3籃板、2.9助攻與1.2抄截獲選年度後場最佳防守球員，2016年夏天當選亞洲挑戰盃男籃賽國手，第14季SBL出賽28場，場均可挹注12.1分、3.4籃板、3.6助攻、1.3抄截，入選年度第一隊。第14季SBL賽季期間李維哲有感覺到左腳拇指不適，該傷勢導致李維哲無緣當選2017年東亞男籃錦標賽國手，在2017年6月動刀治療左腳拇指，2018年夏天左腳拇指再度動刀，2019年5月第三度開刀。2025年7月1日，臺灣銀行宣布李維哲退休。

## 外部連結
- 李維哲的Instagram帳戶
- 李維哲在fiba.basketball（英语）
- 李維哲在archive.fiba.com（存檔）（英语）
- 李維哲在Eurobasket.com（球員）（英语）
- 李維哲在Flashscore（英语）